# Cyclosa caroli
Cyclosa caroli är en spindelart som först beskrevs av Nicholas Marcellus Hentz 1850.  Cyclosa caroli ingår i släktet Cyclosa och familjen hjulspindlar. Inga underarter finns listade i Catalogue of Life.